# Hijos Del Monte
Hijos Del Monte es una telenovela chilena creada y escrita por Víctor Carrasco para Televisión Nacional de Chile, transmitida desde el 2 de septiembre de 2008 hasta el 10 de marzo de 2009. 

## Sinopsis
Tras la muerte del patriarca de una importante familia, sus cinco hijos adoptivos reciben una inesperada sorpresa durante la lectura del testamento. La única hija biológica del difunto, ignorada durante años, regresa para reclamar su parte de la herencia.

## Reparto
Se publicó una lista del reparto confirmado el 17 de julio de 2008, a través de la página web oficial de la sala de prensa de Televisión Nacional de Chile.

### Principales
- María Elena Swett como Paula Del Monte[3]
- Jorge Zabaleta como Juan Del Monte[4]
- Francisco Pérez Bannen como José Del Monte
- Cristian Arriagada como Pedro Del Monte
- Matías Oviedo como Gaspar Del Monte
- Andrés Reyes como Lucas Del Monte
- Mónica Godoy como Julieta Millán[5][6]
- Fernanda Urrejola como Beatriz Pereira[7]
- Coca Guazzini como Sofía Cañadas
- Jaime Vadell como Miguel Millán
- Maricarmen Arrigorriaga como Blanca Cifuentes
- Edgardo Bruna como Eleuterio Mardones
- Ana Reeves como Berta Soto
- Claudio Arredondo como Efraín Mardones
- Cristián Riquelme como Jonathan Delgado
- Celine Reymond / Begoña Basauri como Guadalupe Mardones
- Antonia Santa María como Consuelo Millán
- Nicolás Poblete como Amador Cereceda
- Juana Ringeling como Rosario Millán
- Fernando Farías como Modesto Mardones

### Recurrentes e invitados especiales
- Luis Alarcón como Emilio Del Monte
- Peggy Cordero como Clarisa Serrano
- Patricio Strahovsky como Gustavo Valdés
- Shlomit Baytelman como Rosa Miranda
- Álvaro Espinoza como Esteban Montero

## Recepción
Hijos Del Monte fue la primera telenovela chilena grabada íntegramente en alta definición y debido al éxito, en solo seis meses fue distribuida globalmente a través de Telemundo Televisión Studios con derechos de exhibición licenciados en 15 países y doblada a idiomas como el indonesio, el georgiano, y transmitida en Israel con subtítulos en hebreo. La producción fue adaptada en Estados Unidos, Portugal –cuya versión fue nominada en los Premios Emmy Internacional–, Emiratos Árabes Unidos y México.

## Banda sonora
| Intérprete    | Tema                       | Personaje(s)       | Actor(es)                               |
| ------------- | -------------------------- | ------------------ | --------------------------------------- |
| Rodrigo Tapia | Hijos Del Monte            | Tema Central       | Todos                                   |
| Camila        | Coleccionista de canciones | Juan y Paula       | Jorge Zabaleta y María Elena Swett      |
| Nelly Furtado | En las manos de Dios       | Julieta y Juan     | Mónica Godoy y Jorge Zabaleta           |
| Luis Fonsi    | No me doy por vencido      | Pedro y Julieta    | Cristián Arriagada y Mónica Godoy       |
| Yuridia       | Ahora entendí              | Beatriz y Efraín   | Fernanda Urrejola y Claudio Arredondo   |
| Reik          | Sabes                      | Gaspar y Guadalupe | Matías Oviedo y Celine Reymond          |
| Chenoa        | Todo irá bien              | Consuelo y Johnny  | Antonia Santa María y Cristian Riquelme |
| RBD           | Inalcanzable               | Rosario y Lucas    | Juanita Ringeling y Andrés Reyes        |
| Fonseca       | Enrédame                   | Amador y Rosario   | Nicolás Poblete y Juanita Ringeling     |

## Emisión internacional
- Bulgaria: BTV.
- España: FDF y Divinity.
- Estados Unidos: Pasiones TV.
- Georgia: Imedi TV.
- Indonesia: Vision Drama 2.
- Israel: Viva Platina.
- Paraguay: Canal 13 (2009) y Cablevisión Canal 90 (2011).
- Panamá: Telemix Internacional.
- Uruguay: Canal 10 (2009) y Canal 20 (2012).

## Versiones
- Los herederos Del Monte: Adaptación colombo-estadounidense producida por RTI Televisión para Telemundo y protagonizada por Marlene Favela y Mario Cimarro. Fue transmitida desde el 10 de enero hasta el 15 de julio de 2011.[11] Obtuvo un éxito similar a Hijos del Monte y fue transmitida en varios países.[12]
- Belmonte: Versión portuguesa producida por Plural Entertainment para Televisão Independente desde el 22 de septiembre de 2013 hasta el 5 de septiembre de 2014. Es protagonizada por Filipe Duarte, Graziella Alan KeySchmitt, Marco D'Almeida, Manuela Couto, João Catarré, Diogo Amaral y Lourenço Ortigão.[13] Debido al éxito fue extendida, ganó varios premios y fue nominada a los Premios Emmy Internacional.[14]
- Al Ikhwa (en árabe: الإخوة): Adaptación para Medio Oriente de 2014, grabada en Abu Dabi y emitida por Abu Dhabi Media en los Emiratos Árabes Unidos, CBC en Egipto, LBC1 en el Líbano y OSN Yahala a nivel internacional.[15] Es protagonizada por Taym Hassan, Bassel Khayat, Amal Bouchoucha, Nadine ElRassi y Carmen Lebbos y fue la primera telenovela chilena en ser versionada en Medio Oriente. Debido al éxito tuvo dos temporadas.[16]
- La herencia: Adaptación mexicana producida por Juan Osorio y emitida por Las Estrellas desde el 28 de marzo hasta el 15 de julio de 2022. Es protagonizada por Michelle Renaud y Matías Novoa.[17]

## Retransmisiones
Hijos Del Monte fue reestrenada por TV Chile en mayo de 2019. Mientras que en internet, Televisión Nacional subió sus episodios en una de sus cuentas oficiales de YouTube desde julio hasta noviembre de 2020.